# Irokesische Sprachen

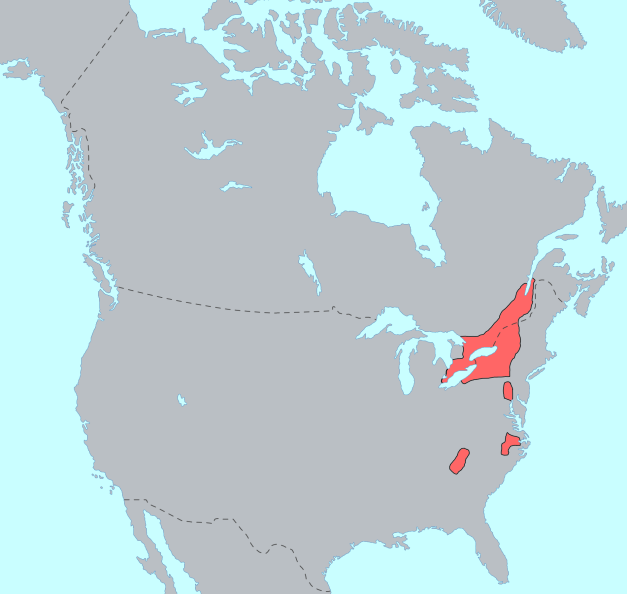
Verbreitung der irokesischen Sprachen

Irokesische Sprachen sind verwandte Sprachen, die von den Mitgliedern des Irokesenbundes und weiteren Völkern, die ursprünglich im Osten Nordamerikas wohnten, gesprochen werden. Um 1600 lagen ihre Siedlungsgebiete vor allem um den Huron- und um den Ontariosee und breiteten sich noch etwas Richtung Nordosten (Québec) aus. Der Sprachcode nach ISO 639-2 ist iro. Die meisten der etwa 80.000 Irokesen verwenden die irokesischen Sprachen allerdings als Muttersprache nicht mehr. Ihre Zahl hat sich von etwa 20.000 (um 1600) bis 1770 etwa halbiert und steigt seit 1950 wieder stark.

## Klassifikation der irokesischen Sprachen
Die irokesischen Sprachen werden heute allgemein in einen nördlichen Zweig und in einen südlichen Zweig unterteilt, wobei Letzterer heute nur noch durch die Sprache der Cherokee vertreten ist. Mehrere Sprachen, etwa Laurentisch oder die Sprache der Erie, waren schon ausgestorben, bevor sie dokumentiert werden konnten, so dass eine eindeutige Klassifizierung heute nicht mehr möglich ist.
Die meisten der überhaupt bekannten irokesischen Sprachen sind heute ausgestorben (†), die anderen zählen zu den ernsthaft gefährdeten Sprachen, das Mohawk und das Cherokee gelten als potenziell gefährdet, das Mingo und Tuscarora hingegen als todgeweihte Sprachen.
Mit Ausnahme des Cherokee, das zur Wiedergabe die von Sequoyah entwickelte Cherokee-Silbenschrift nutzt, werden alle irokesischen Sprachen mittels Abwandlungen des lateinischen Schriftsystems wiedergegeben.

### Nördliche Irokesische Sprachen
A. Lake Irokesisch (Great Lakes Irokesisch)
i. „eigentl.“ Irokesisch, Five Nations-Susquehannock, Irokesisch
a. Seneca-Cayuga („Westliches Irokesisch“)
1. Seneca bzw. Onödowá'ga:/Onötowá'ka: (der Onondowahgah (Seneca); ca. 100 Sprecher)
2. Cayuga bzw. Gayogo̱hó:nǫ’ (der Guyohkohnyoh (Cayuga); zwei Dialekte; lt. Census 2016 ca. 61 Sprecher in Kanada + weniger als 10 Sprecher in New York, USA)
- Oklahoma Cayuga bzw. Seneca-Cayuga (ca. 1980 †)
- Ontario Cayuga
  - Upper Ontario Cayuga-Subdialekt (Upper End of the Six Nations)
  - Lower Ontario Cayuga-Subdialekt (Lower End of the Six Nations)

3. Mingo bzw. Unyææshæötká'/Ökwe'öwékhá' (der Ökwe'ôweshö'ö (Mingo); manchmal als „Westliches Seneca“ nur als ein weiterer Seneca-Dialekt betrachtet; ca. 5 Sprecher, fast †)
4. Onondaga bzw. Onǫda’gegá’/Onoñda’gegá’ (der Onoñda’gega’ (Onondaga); zwei Dialekte; ca. 50 Sprecher)
- Ontario Onondaga
- New York Onondaga

5. Susquehannock (der Susquehannock; ca. 1760 †)
b. Mohawk–Oneida („Östliches Irokesisch“)
6. Mohawk bzw. Kanien’kéha/Kanyen’kéha (der Kanien'kehá:ka (Mohawk); drei Dialekte; ca. 3.800 Sprecher)
- Westliches Mohawk (Ohswé:ken, Wáhta und Kenhté:ke)
- Zentrales Mohawk (Ahkwesáhsne)
- Östliches Mohawk (Kahnawà:ke und Kanehsatà:ke)

7. Oneida bzw. Onʌyotaʔa:ka (der Onyota’ake (Oneida); ca. 50 bis zu ca. 250 Sprecher)
ii. Huronisch, Huron-Wendat, Huron-Petun (Wendat-Tionontate)
8. Huronisch bzw. Wendat (der Wendat (Huronen)-Konföderation; ca. 1650 †)
9. Tionontati bzw. Petun Huron (Wendat-Tionontate) (der Tionontati (Petun)-Konföderation; ca. 1650 †)
10. Neutral bzw. Neutral Huron (der Neutrale-Konföderation; ca. 1650 †)
11. Wyandot bzw. Waⁿdat (nach der Vernichtung der Konföderationen der Huronen, Petun und Neutral, entwickelte sich der Dialekt der neu gruppierten Wyandot zu einer separaten Sprache; ca. 1972 †)
Bestimmung / Zuordnung nicht eindeutig bzw. möglich (auf Grund fehlender Sprachdokumente)
12. Wenro (der Wenrohronon (Wenro), dem östlichsten Stamm der Neutrale-Konföderation; evtl. ähnelte ihre Sprache dem der Huron-Wendat; ca. 1650 †)
13. Erie (der Eriechronon (Erie)-Konföderation; ca. 1680 †)
14. Massawomeck (der Massawomeck; Ähnlichkeiten mit der Sprache der Erie oder der Susquehannock; ca. 1650 †)
15. Laurentisch (der Sankt-Lorenz-Irokesen; mehrere Dialekte, evtl. sogar mehrere Sprachen; ca. 1580 †)
B. Tuscarora-Nottoway (North Carolina Irokesisch)
16. Tuscarora bzw. Ska:rù:rę'/Skarò˙rə̨ˀ (der Ska-Ruh-Reh (Tuscarora)-Konföderation; drei Dialekte, ca. 3 Sprecher; fast †)
17. Meherrin bzw. Ska:rù:rę (der Kauwets'a:ka (Meherrin); ca. 1720 †)
18. Nottoway bzw. Dar-sun-ke (der Cheroenhaka (Nottoway); ca. 1838 †)
Bestimmung / Zuordnung nicht eindeutig bzw. möglich (auf Grund fehlender Sprachdokumente, werden oftmals auch den North-Carolina-Algonkin zugerechnet)
19. Coree (der Coree (Neuse River Indianer); ca. 1800 †)
20. Coharie (der Coharie (Schohari); ca. 1800 †)
21. Neusiok (der Neusiok (Neuse); ca. 1720 †)
22. Moratuc (der Moratuc; ca. 1720 †)

### Südliche irokesische Sprachen
23. Cherokee bzw. Tsalagi Gawonihisdi (ᏣᎳᎩ ᎦᏬᏂᎯᏍᏗ, der Tsi-tsa-la-gi / Ani-yun-wi-ya (Cherokee); drei Dialekte, ca. 12.000 Sprecher)
- Elati bzw. Lower (Towns) / Underhill Dialekt (auch: Östlicher Dialekt, Dialekt der Lower Towns im Grenzgebiet von South Carolina und Georgia, einziger „R“ + „ts“-Dialekt, Eigenbezeichnung daher: Tsa-ra-gi; ca. 1900 †)
- Kituwah (Keetoowah) / Giduwah bzw. Middle (Towns) Dialekt (Dialekt der Middle Towns und der Out Towns in North Carolina, „L“ + „tl“ oder „dl“ -Dialekt, Eigenbezeichnung daher: Tla-la-gi oder Dla-la-gi; ca. 1.000 Sprecher)
- Otali / Atali bzw. Overhill (Towns) Dialekt (auch: Upper / Westlicher Dialekt, Dialekt der Overhill Towns in Tennessee und der Valley Towns in North Carolina sowie später der Five Lower Towns der sogenannten Chickamauga Cherokee (Lower Cherokee), „L“ + „ts“ -Dialekt, Eigenbezeichnung daher: Tsa-la-gi; ca. 9.000 bis 11.000 Sprecher)
- Overhill-Middle bzw. Oklahoma Dialekt (moderne Dialektvariante, die sich erst während der Reservationszeit herausbildete)

### Heutige Situation
| Nation (Stamm) | Population            | Sprache                      | Sprecher | % Anteil      | Verbreitungsgebiet – einst und heute | Bemerkungen                                                                             |
| -------------- | --------------------- | ---------------------------- | -------- | ------------- | --- | --------------------------------------------------------------------------------------- |
| Seneca         | ca. 10.000 bis 15.000 | Onödowá'ga: / Onötowá'ka     | ca. 100  | 0,67 bis 1,00 | New York State, USA, heute: New York State, Oklahoma, USA + Ontario, Kanada                                                              | Seneca–Cayuga Nation (mehrheitlich Seneca)                                              |
| Cayuga         | ca. 12.300            | Gayogo̱hó:nǫ’                 | ca. 70   | 0,57 %        | New York State, USA, heute: Oklahoma, USA + Ontario, Kanada                                                                              | Seneca–Cayuga Nation (mehrheitlich Seneca)                                              |
| Mingo          | ?                     | Unyææshæötká' / Ökwe'öwékhá' | ca. 5    |               | Pennsylvania, Ohio, West Virginia, USA, heute: Oklahoma, USA                                                                             | Seneca–Cayuga Nation (mehrheitlich Seneca und Cayuga, kein Zensus für Mingos vorhanden) |
| Onondaga       | ca. 1.200             | Onǫda’gegá’ / Onoñda’gegá’   | ca. 50   | 4,17          | New York State, USA, heute: New York State, USA + Ontario, Kanada                                                                        |                                                                                         |
| Susquehannock  | 1600: 6.000 bis 7.000 | nicht überliefert            | keine    | 0             | New York State, Pennsylvania, Maryland, USA, heute: New York State, Oklahoma, North Carolina, Virginia, Wisconsin, USA + Ontario, Kanada | Nachfahren unter den Meherrin, Nottoway und Mingo sowie Oneida                          |